# Chrysler Sunbeam
Chrysler Sunbeam — невеликий тридверний хетчбек класу суперміні, який виготовлявся компанією Chrysler Europe на колишньому заводі Rootes Group у Лінвуді в Шотландії з 1977 по 1981 рік. Розробка Sunbeam фінансувалася за рахунок гранту уряду Великобританії з метою підтримки роботи заводу в Лінвуді. Маленький автомобіль базувався на більшому Hillman Avenger, який також вироблявся там. Після поглинання європейського відділення  Chrysler компанією PSA, модель була перейменована в Talbot Sunbeam і продовжувалась у виробництві до 1981 року. Версія Talbot Sunbeam Lotus була успішною в ралі та виграла для Talbot чемпіонат світу з ралі серед виробників у 1981 році.

## Передісторія
У середині 1970-х років британська автомобільна промисловість переживала кризу, затьмарену поганим менеджментом, частими страйками та зниженням конкурентоспроможності порівняно зі все більш успішними французькими та японськими автовиробниками. Це вплинуло на Chrysler UK, таку назву отримала колишня Rootes Group після того, як її поглинула американська корпорація Chrysler. Зокрема, завод Linwood приносив збитки через багато причин, у тому числі через недостатнє використання потужностей.
У 1975 році сумно відомий звіт Райдера призвів до фактичної націоналізації головного конкурента Chrysler UK, British Leyland. Керівництво Chrysler вирішило, що компанія також повинна отримати вигоду від державної допомоги, і натиснуло на уряд, погрожуючи закрити діяльність у Великобританії. Уряд погодився на державний грант у розмірі 55 000 000 фунтів стерлінгів для фінансування розробки невеликого автомобіля, який буде розроблено на заводах Chrysler у Великобританії та виготовлено в Лінвуді.

## Розробка
Розробка нового автомобіля почалася в січні 1976 року під кодовою назвою Project R424. За технічну сторону відповідала команда інженерів у Райтоні, тоді як за дизайн відповідала дизайнерська студія Chrysler Whitley у Ковентрі на чолі з Роєм Аксом (який залишив Великобританію і переїхав до штаб-квартири Chrysler у США ще до випуску автомобіля). Численні обмеження, такі як дуже щільний графік, низький бюджет і необхідність використовувати якомога більше британських компонентів, призвели до рішення використовувати задньопривідний Hillman Avenger як базу для нового автомобіля, а не більш модний автомобіль передньопривідної конструкції французької філії Chrysler, Simca. Sunbeam, на відміну від більших моделей Horizon і Alpine, які були випущені Chrysler в середині-кінці 1970-х років, ніколи не продавався у Франції як Simca. Незважаючи на те, що він був орієнтований на клас суперміні, основа Avenger означала, що він був трохи більшим за своїх передбачуваних суперників і збігався з моделлю Horizon. З цієї причини Sunbeam був доступний лише як тридверна версія.
Базування автомобіля на платформі Avenger дозволило не тільки використати якомога більше наявних компонентів, але й швидко та з мінімальними інвестиціями запустити його у виробництво в Лінвуді. Колісна база Avenger була скорочена на 76 мм, а також були зроблені деякі модифікації для розміщення 928-кубового двигуна Coventry Climax, збільшеної версії 875-кубового агрегату, який використовується в задньомоторному Hillman Imp, також виготовленому в Лінвуді. Окрім цього, більшість компонентів були ідентичні компонентам Avenger. Автомобіль узяв кермо та блок приладів від нещодавно випущених Simca 1307/Chrysler Alpine від Chrysler.
Ззовні, за винятком дверей, які були взяті прямо з дводверного Avenger, R424 отримав абсолютно новий кузов, який дуже відповідав новому, незграбному «міжнародному» стилю Chrysler, задуманому Axe, яка вперше була представлена разом з дебютним Simca 1307/Chrysler Alpine 1975 року, а пізніше також була представлена Simca/Chrysler Horizon 1977 року (проект C2). Це гарантувало, що R424 добре вписується в нову лінійку Chrysler і виглядає досить сучасним. Тим не менш, обмеження в процесі розробки вплинули на початковий вигляд автомобіля - оскільки фари C2 (Horizon) не були доступні на запланований час випуску R424, маленький автомобіль отримав попередні лампи. Hillman Avenger, який вимагав характерного заглибленого кріплення на передній панелі. У стандартній комплектації версія GLS мала вініловий дах.
Існував лише один стиль кузова для Sunbeam, тридверний хетчбек. Автомобіль був буквально хетчбеком із заднім люком, сформованим із цільного шматка скла, як це було раніше на Hillman Imp. Це вимагало високого заднього порогу, який, збільшуючи жорсткість конструкції, ускладнював завантаження та розвантаження багажу. Незважаючи на те, що це був гарний автомобіль із чистими сучасними лініями, хитрий багажний відсік і відсутність альтернативних стилів кузова (пояснення полягало в тому, що модельний ряд Avenger вже пропонував варіанти седана та універсала) зрештою поставили під загрозу привабливість автомобіля на ринку Великобританії. Головний конкурент Sunbeam у Великій Британії, Vauxhall Chevette, випускався в різних стилях кузова, дво- та чотиридверних седанах та універсалі, обслуговуючи ширше коло клієнтів.
Щодо інтер’єру, то версія «GL» була першим автомобілем, на сидіннях якого була надрукована «плавлена» тканина Cambrelle.[6] Вони вважаються схожими на Avenger за своїм комфортом.
До запуску R424 більшість продуктів Chrysler UK продавалися на експортних ринках під маркою Sunbeam колишнього портфоліо Rootes. Chrysler, однак, прагнув скоротити палітру бренду Rootes (яка на той час існувала виключно за допомогою інженерії значків) і представити загальноєвропейський імідж, використовуючи бренд Chrysler як єдиний для всієї лінійки. У результаті автомобіль назвали «Chrysler Sunbeam», і бренд Sunbeam було припинено, а решта моделей Rootes Group також перейменована в Chryslers у 1976 році.

## Запуск
Після надзвичайно короткого періоду розробки, який тривав 19 місяців, 23 липня 1977 року Chrysler Sunbeam був випущений на ринок, що викликало позитивні відгуки британської автомобільної преси. У рекламній кампанії Петула Кларк співала «...поставте Chrysler Sunbeam у своє життя». Спочатку було три розміри двигуна; 0,9, 1,3 і 1,6 літра, а також доступні три комплектації - базовий "LS", кращий "GL" і найдорожчий "S". Щоб зменшити внутрішню конкуренцію, більш базові версії дводверних Avengers були припинені на ринку Великобританії одночасно, а Chrysler Horizon був доступний лише у п’ятидверній версії. «Сонячний промінь» добре продавався, але не мав шаленого успіху.
Незважаючи на здатність утримувати британський бізнес на плаву, Chrysler все ще приносив збитки як в Європі, так і вдома, і, зіткнувшись з можливістю повного банкрутства, вирішив продати Chrysler Europe PSA. Французька компанія взяла під свій контроль колишній Chrysler Europe з 1 січня 1979 року, а протягом року оголосила, що з 1 серпня 1979 року вся колишня продукція Chrysler Europe буде перейменована на Talbots. Sunbeam просто перейменовано в прямому сенсі слова слово, причому значок Chrysler на капоті замінено на інший, який читає «Talbot», але зберігає решітку радіатора з помітною пентазіркою Chrysler до 1981 року.

## Двигуни
- 928 cc OHC I4
- 1,295 cc OHV I4
- 1,598 cc OHV I4
- 2,172 cc 16V Lotus Type 911 I4